# Кабаново (платформа)
Каба́ново — остановочный пункт Горьковского направления Московской железной дороги в Орехово-Зуевском районе на границе городского округа Орехово-Зуево и городского округа Ликино-Дулёво Московской области.
Расположена в 200 метрах к северу от одноимённой деревни Кабаново городского округа Ликино-Дулёво.
Граница городских округов Орехово-Зуево и Ликино-Дулёво проходит по оси железнодорожной линии, а также пересекает поперёк северо-западную платформу. Юго-восточная платформа и небольшая западная часть северо-западной находятся в округе Ликино-Дулёво, остальная часть северо-западной — в округе Орехово-Зуево.
Расстояние до узловой станции Орехово-Зуево — 4 км.

Расстояние от станции Москва-Пасс.-Курская — 85 км.
 
Девятая тарифная зона.
Экспрессы «Москва — Владимир» и «Москва — Крутое» проходят без остановки.
В 100 метрах от платформы проходит трасса автодороги A108 «МБК» с остановочными пунктами автобусов множества маршрутов, до самой платформы ездят маршрутные такси из города Ликино-Дулёво.
Основной поток — жители города Ликино-Дулёво и ближайших поселений, работающие или обучающиеся в Москве, а также московские дачники.
На платформе есть билетная касса.
В 2022 году платформа капитально реконструирована. Платформа №2 открыта после ремонта в конце апреля 2022, а платформа №1 заработала в конце сентября 2022.

## История
Железнодорожная платформа 85 км была открыта в начале 1950-х годов по просьбе жителей окрестных деревень и города Ликино-Дулёво. Электрификация — с лета 1959 года.
 С 14 декабря 1992 года переименована в Кабаново (по названию деревни). Старое название до сих пор бытует у местных жителей и таксистов.

## Пассажирский транспорт
Маршрутные такси и автобусы до городов Орехово-Зуево, Ликино-Дулёво, Куровское, Шатура и Дрезна.